# Åkerån
Åkerån är en å i Krokoms kommun och Östersunds kommun, Jämtlands län som avvattnar Åkersjön i  och rinner ned i Långan strax öster om Landösjön. Den ca två mil långa ån korsar länsväg 340 mellan Landön och Lillholmsjö. Vid åns nedre lopp finns fångstgropssystem.
Längs åkerån finns flera sträckor som lämpar sig för sportfiske efter främst Öring, exempelvis vid Kallforsen och vid Själdret.
Åkerån som avvattnar Åkersjön har biflödesordning 3, vilket innebär att vattnet flödar genom totalt 3 vattendrag innan det når havet efter 259 kilometer. Avrinningsområdet består mestadels av skog (63 %). Avrinningsområdet har 11,78 kvadratkilometer vattenytor vilket ger det en sjöprocent på 19,1 %. Bebyggelsen i området täcker en yta av 0,57 kvadratkilometer eller 1 % av avrinningsområdet.